# Juan Ferrara
Juan Félix Gutiérrez Puerta (Guadalajara, Jalisco, 8 de noviembre de 1943), conocido como Juan Ferrara, es un actor mexicano.

## Biografía
Nació en Guadalajara, Jalisco en 1943, siendo hijo de la actriz española Ofelia Guilmáin y hermano de la actriz Lucía Guilmáin. Ferrara estuvo casado en primeras nupcias con la actriz Alicia Bonet, con quien tuvo dos hijos: Juan Carlos Bonet y Mauricio Bonet, ambos actores. Luego se casó con la actriz Helena Rojo, aunque terminaron en divorcio.

## Filmografía

### Telenovelas
- Cita a ciegas (2019) ..... Eduardo Urrutia
- El hotel de los secretos (2016) .... Doctor Lázaro Vicario
- Lo imperdonable (2015) .... Jorge Prado-Castelo
- Qué pobres tan ricos (2014) .... Pretendiente de Minerva
- Qué bonito amor (2012-2013) .... Justo Martínez de la Garza
- La fuerza del destino (2011) .... Juan Jaime Mondragón
- Mar de amor (2009-2010) .... Guillermo Briceño
- Verano de amor (2009) .... Othón Villalba
- Pasión (2007-2008) .... Jorge Mancera y Ruiz
- Heridas de amor (2006) .... Gonzalo San Llorente (joven)
- Rebelde (2004-2006) .... Franco Colucci
- ¡Vivan los niños! (2002-2003) .... Lic. Mauricio Borbolla
- Infierno en el paraíso (1999) .... Alejandro Valdivia
- Desencuentro (1997-1998) .... Andrés Rivera
- La antorcha encendida (1996) .... Don Pedro de Soto
- Valentina (1993-1994) .... Fernando Alcántara
- Valeria y Maximiliano (1991-1992) .... Maximiliano Riva Parada
- Destino (1990) .... Claudio de la Mora
- Victoria (1987-1988) .... José Eduardo de los Santos
- Milí (1986)
- Tanairí (1985) .... Gustavo
- ¡Laura Guzmán, culpable! (1983)
- Gabriel y Gabriela (1982-1983) .... Fernando del Valle
- El hogar que yo robé (1981) .... Carlos Valentín Velarde
- Viviana (1978-1979) .... Julio Montesinos
- Ladronzuela (1977-1978) .... Miguel Ángel
- Ven conmigo (1975-1976) .... Guillermo
- El manantial del milagro (1974) .... Carlos
- Mi primer amor (1973) .... Mauricio
- La gata (1970-1971) .... Pablo Martínez Negrete
- Yesenia (1970-1971) .... Bardo
- Lo que no fue (1969) .... Alberto
- Concierto de almas (1969) .... Jorge
- Del altar a la tumba (1969) .... Agustín Alatorre
- Los inconformes (1968-1969) .... Jim
- El espejismo brillaba (1966)

### Cine
- La casa de las sanaciones (2010)
- Cuando las cosas suceden (2007) .... De la Rosa
- Fuera de la ley (1998)
- Mentiras (1986) .... Álvaro Ibáñez
- Dos y dos, cinco (1981)
- Noche de juerga (1981)
- Misterio (1980) .... Alex
- De todos modos Juan te llamas (1976)
- La montaña sagrada (1973) .... Fon
- Luto (1971)
- El club de los suicidas (1970) .... Jaime
- Los problemas de mamá (1970) .... Jorge
- Misión cumplida (1970) .... Rafael
- 5 de chocolate y 1 de fresa (1968) .... Pablo
- Corona de lágrimas (1968) .... Edmundo Chavero
- No hay cruces en el mar (1968) .... Padre Roberto
- Esclava del deseo (1968)
- Los ángeles de Puebla (1968) .... Sonny
- La muerte es puntual (1967)
- Pedro Páramo (1967) .... Florencio
- Tirando a gol (1966) .... Manolo
- La Valentina (1966) .... Soldado federal
- Las dos Elenas (1965) .... Juan
- Tajimara (1965) .... Invitado en la fiesta (no acreditado)
- Río Hondo (1965)
- Los tres farsantes (1965) (segmento «El Héroe»)
- Todos hemos soñado (1964)

### Teatro
- Made in México (2013)
- Doce hombres en pugna (2009), de Reginald Rose
- Los árboles mueren de pie (1999)

## Premios y nominaciones

### Premios Ariel
| Año  | Categoría   | Película | Resultado |
| ---- | ----------- | -------- | --------- |
| 1981 | Mejor actor | Misterio | Ganador   |

### Premios TVyNovelas
| Año  | Categoría                     | Telenovela            | Resultado |
| ---- | ----------------------------- | --------------------- | --------- |
| 2012 | Mejor actor antagónico        | La fuerza del destino | Ganador   |
| 2011 | Mejor primer actor            | Mar de amor           | Nominado  |
| 2006 | Mejor actor protagónico       | Rebelde               | Nominado  |
| 1997 | Mejor villano                 | La antorcha encendida | Nominado  |
| 1997 | Mejor actuación sobresaliente | La antorcha encendida | Ganador   |
| 1994 | Mejor actor protagónico       | Valentina             | Nominado  |
| 1993 | Mejor actor protagónico       | Valeria y Maximiliano | Nominado  |
| 1991 | Mejor actor protagónico       | Destino               | Nominado  |
| 1988 | Mejor actor protagónico       | Victoria              | Nominado  |

### Premios Eres
| Año  | Categoría           | Película              | Resultado |
| ---- | ------------------- | --------------------- | --------- |
| 1993 | Mejor actor estelar | Valeria y Maximiliano | Ganador   |
| 1991 | Mejor actor         | Destino               | Nominado  |

### Galardón a los Grandes
| Año  | Por         |
| ---- | ----------- |
| 2011 | Trayectoria |